# 偏瓣花属
偏瓣花属（学名：Plagiopetalum）是野牡丹科下的一个属，为灌木植物。该属共有偏瓣花（Plagiopetalum esquirolii）等4种。